# مقاطعة هرادتس كرالوفه
مقاطعة هرادتس كرالوفه (بالتشيكية: Okres Hradec Králové)‏ هي مقاطعة (أوكريس) في إقليم هرادتس كرالوفه في جمهورية التشيك.
عاصمة هذه المقاطعة هي مدينة هرادتس كرالوفه.

## اقرأ أيضاً
- مقاطعات جمهورية التشيك